# Serblish
Serblish oder Angloserbisch ist eine in der serbischen Jugendsprache verbreitete Spielsprache, die das Serbische mit englischen Buchstaben, Wörtern und Begriffen mischt oder aber als Schriftsprache englische Wörter und Sätze in der serbischen Schrift, vor allem in Kyrillisch, wiedergibt und umgekehrt ebenso serbische Wörter und Sätze in der englischen Schrift. 
Ursprünglich als Soziolekt in serbischen Emigrantenkreisen vorwiegend in den USA und Australien entstanden, fand es durch das Internet auch Einzug in Serbien. Während es in den Emigrantenkreisen weiterhin ein Soziolekt ist, wurde es in Serbien zu einer modernen Spielsprache, mit der sich Jugendliche insbesondere der Internet-Generation oftmals abheben wollen.